# Moonspell
Moonspell je portugalski gothic metal-sastav. Osnovana 1989. godine, grupa je objavila svoj prvi EP Under the Moonspell 1994. godine, godinu dana prije objave svojeg debitantskog studijskog albuma Wolfheart. Sastav je brzo stekao status i postao jedan od najprepoznatljivijih portugalskih metal sastava.
Moonspell se prvi put pojavio na portugalskim top glazbenim ljestvicama u vrijeme objave svog albuma Sin/Pecado te je bio, uz Metallicu i Iron Maiden, jedini metal sastav koji se popeo na prvo mjesto portugalskih glazbenih ljestvica nakon objave svog albuma Memorial 2006. godine. S Memorialom je Moonspell također postao prvi portugalski heavy metal sastav čiji je album postigao zlatnu nakladu.

## Povijest

### Rani dani (1989. – 1994.)
Iako je nastao još 1989. pod imenom Morbid God, sastav je promijenio svoje ime u Moonspell 1992. godine, iste godine kada je objavio promotivnu pjesmu "Serpent Angel".

### Under the Moonspell,WolfheartiIrreligious(1995. – 1997.)
Nakon objave EP-a Under the Moonspell 1994. godine, Moonspell je potpisao ugovor s diskografskom kućom Century Media za objavu šest albuma. Debitantski studijski album sastava, Wolfheart, bio je snimljen u Njemačkoj pod vodstvom producenta Waldemara Sorychte te je bio objavljen 1995. godine, nakon kojeg je uslijedila turneja s grupama Tiamat, Kreator i Testament po Europi. Tijekom turneje, gitarist Mantus napustio je sastav te ga je zamijenio Ricardo Amorim.
Sastav je tijekom snimanja svojeg drugog albuma Irreligious iz 1996. godine ponovno radio s producentom Waldemarom Sorychtom. Iako je prethodni album spadao u žanr black metala, Irreligious se smatra gothic metal albumom. Pjesma "Opium" postala je prvi Moonspellov singl koji je bio popraćen glazbenim spotom. Sama pjesma citira pjesmu "Opiário" Álvara de Camposa, heteronima portugalskog pjesnika Fernanda Pessoe; glazbeni spot za pjesmu prikazuje lik pjesnika koji piše u baru tijekom nastupa skupine. Nakon koncerta u starom manastiru Convento do Beato, sastav je zadobio veliku pažnju u svojoj domovini te mu je to pripomoglo pri prodaji Irreligiousa u više od 10.000 primjeraka.
Nakon sukoba u sastavu koji je rezultirao parnicom, basist Ares napustio je sastav te ga je zamijenio Sérgio Crestana.

### Eksperimentiranje (1998. – 2000.)
Treći je studijski album grupe, Sin/Pecado (portugalski: "Bez/Grijeh"), bio objavljen 1998. godine. U glazbenom je pogledu bio eksperimentalniji od svojih prethodnika. Za pjesmu "2econd Skin" bio je objavljen glazbeni spot. Članovi sastava u to su vrijeme osnovali svoj sporedni glazbeni projekt Dæmonarch, čiji je jedini album Hermeticum bio objavljen 1998. godine; svi su članovi sastava doprinijeli u skladanju glazbe na albumu osim bubnjara Mikea Gaspara, dok je sve tekstove izvorno napisao pjevač Fernando Ribeiro u dobi od 14. do 16. godine. Hermeticum se smatra povratkom black metal korijenima grupe.
Četvrti je studijski album skupine, The Butterfly Effect, bio objavljen 1999. godine; album je bio snimljen u lipnju 1999. godine u studiju Trident II Studios u Londonu pod vodstvom producenta Andyja Reilleyja. Poput svojeg prethodnika, ovaj je album također nastao kao plod eksperimentiranja. Album sadrži "duboko-uštimane gitarističke rifove i zastrašujuće sintesajzerske prijelaze" te je njegov glavni skladatelj bio gitarist i klavijaturist Pedro Paixão.

### Darkness and HopeiThe Antidote(2001. – 2005.)
Album Darkness and Hope bio je objavljen 2001. godine te ga je producirao Hiili Hiilesmaa, producent sastava Sentenced i HIM. Album je dosegao 79. mjesto na njemačkim ljesticama albuma. Posebne inačice albuma uključuju obrade pjesama "Os Senhores da Guerra" grupe Madredeus, "Mr. Crowley" Ozzyja Osbournea te "Love Will Tear Us Apart" Joy Divisiona. Pjesma "Nocturna" bila je objavljena kao singl i u obliku glazbenog spota.
Godine 2003., sastav je objavio svoj šesti studijski album The Antidote na kojem je gostujući glazbenik Niclas Etelävuori iz grupe Amorphis svirao bas-gitaru. Album je bio objavljen uz istoimenu knjigu koju je napisao portugalski književnik José Luís Peixoto. I CD i knjiga sadrže isti koncept i priču te svaka pjesma na albumu tekstualno slijedi po poglavlje u knjizi. Pjesma "Everything Invaded" bila je objavljena kao singl i u obliku glazbenog spota. Nakon objave albuma sastav je otišao na svjetsku turneju, svirajući na festivalu Rock in Rio u Lisabonu 2004. godine 2004. Iste se godine sastavu priključio basist Aires Pereira.
Tijekom 2003. sastav je snimio obradu jazz pjesme "I'll See You in My Dreams" za filmsku glazbu istoimenog portugalskog kratkometražnog horor filma. Sastav je snimio i glazbeni spot za pjesmu; spot je bio snimljen u jednom danu tijekom produkcije filma uz budžet koji je iznosio manje od 2000 eura.

### Memorial,Under SatanæiNight Eternal(2006. – 2009.)
Sedmi je studijski album sastava, Memorial, bio objavljen 2006. godine. Uz to što je producent albuma ponovo bio Waldemar Sorychta koji je također snimio i basističke dionice, ovo je bio prvi Moonspellov album kojeg je objavila diskografska kuća SPV Steamhammer. Album se već u prvom tjednu svoje objave našao na prvom mjestu portugalske top liste albuma te se popeo na 68. mjesto njemačke ljestvice top 100 albuma. Memorial je postigao zlatnu nakladu u Portugalu nakon što je bio prodan u više od 10.000 primjeraka, čineći tako Moonspell prvim portugalskim heavy metal sastavom koji je to postigao.
Iako je album glazbeno bio žešćeg zvuka od svojeg prethodnika, zadobio je vrlo pozitivne kritike te je bio oglašavan u raznim portugalskim vijestima. Memorial je bio ponovno objavljen u prosincu 2006. godine te je ta inačica albuma sadržavala DVD s koncertnim nastupima sastava i glazbenim spotovima za pjesme "Finisterra" i "Luna".
Sastav je u to vrijeme radio i na objavi DVD-a koji je izvorno nosio ime Lunar Still/13 Years of Doom, no zbog legalnih poteškoća bio je primoran odgoditi objavu. Album je izvorno trebao biti objavljen u rujnu 2005. godine, no bio je objavljen u prosincu 2008. pod nazivom Lusitanian Metal. Dana 2. studenog 2006., Moonspell je osvojio MTV-evu nagradu Europe Music u kategoriji najboljeg portugalskog sastava.
Godine 2007., Moonspell je objavio kompilaciju Under Satanæ koja se sastoji od presnimljenih inačica starih pjesama skupine.
Osmi je studijski album sastava, Night Eternal, bio objavljen u svibnju 2008. godine. Na glavnom je singlu albuma, Scorpion Flower, pjevala gostujuća nizozemska pjevačica Anneke van Giersbergen. Nakon objave albuma Moonspell je otišao na turneju "Blackest of the Black" zajedno s grupama Danzig, Winds of Plague, Dimmu Borgir i Skeletonwitch.
Moonspell je u prosincu 2008. godine otišao na europsku turneju s grupama Cradle of Filth, Gorgoroth, Septicflesh i Asrai ("The Darkest Tour: Filthfest") te je tijekom travnja i svibnja 2009. godine sudjelovao u turneji "Darkest Tour:Filthfest 2" s Cradle of Filthom i Turisasom.
U srpnju 2010. bilo je najavljeno kako će portugalska pošta objaviti "kolekciju marki koje prikazuju najbitnije trenutke rocka te [rock] albuma iz Portugala" te je jedna od maraka sadržavala sliku Moonspellovog prvog albuma Wolfheart.

### Alpha Noir,Omega White,Extincti1755(2010. – danas)
U srpnju je 2010. pjevač Fernando Ribeiro izjavio da sastav radi na novom albumu, kojeg je opisao "najuzbudljivijom, najviše seksi, najmračnijom, najžešćom i najprivlačnijom stvari koju smo skladali i napisali u ovih nekoliko godina!". U prosincu 2011. Moonspell je potpisao ugovor s izdavačem Napalm Records te je Ribeiro podnio ovo izvješće:
U siječnju je 2012. Moonspell otkrio kako će naziv novog albuma biti Alpha Noir te da će biti objavljen 27. travnja 2012.; također je komentirao kako će postojati i specijalna inačica albuma koja će uključivati "glazbenog blizanca" albuma pod imenom Omega White. Sastav je u priopćenju za tisak naveo Bathory, Kinga Diamonda, Onslaught, ranu Metallicu, Testament i Artillery kao glavne utjecaje za Alpha Noir, koji je bio opisan kao "zapaljiv album". Omega White je međutim bio opisan kao album "čiste atmosfere i sjene", album koji odaje počast Type O Negativeu i The Sisters of Mercy te je za album bilo komentirano kako je sličan albumu Irreligious. Alpha Noir i Omega White producirao je i miksao Tue Madsen, koji je prethodno radio na albumima Under Satanæ i Night Eternal.
Godine 2015., Moonspell je objavio svoj deseti album pod nazivom "Extinct". Ovaj album označava Moonspellov odlazak u mračnijem smjeru gothic metal glazbe.
Dana 3. studenog 2017. godine objavio je konceptualni album 1755. Uradak prati priču o potresu u Lisabonu 1755. godine te su sve skladbe pjevane na portugalskom jeziku.

## Glazbeni stil
Moonspell je započeo svoju karijeru kao black metal sastav te je kasnije postao predstavnik gothic metala. Pjevač i tekstopisac sastava, Fernando Ribeiro, u jednom je intervjuu opisao Moonspell kao "[jedan od načina] da se ljudima da do znanja da ne postoji nikakav Bog osim čovjeka." Utjecaje sastava uključuju grupe Bathory, Root, Morbid Angel, Samael, Tiamat, Carcass, Fields of the Nephilim, The Cure i Metallica.

## Članovi sastava
| Trenutna postava - Fernando Ribeiro – vokali (1989. – danas) - Miguel Gaspar – bubnjevi (1992. – danas) - Pedro Paixão – gitara, klavijature (1992. – danas) - Ricardo Amorim – gitara (1995. - danas), klavijature (2006.) - Aires Pereira – bas-gitara (2004. – danas) Koncertni članovi - Carmen Susana Simões – vokali (2007. – danas) | Bivši članovi - Ares – bas-gitara (1989. – 1997.) - Mantus – gitara (1989. – 1995.) - Malah – gitara (1989. – 1993.) - J.M. Tanngrisnir – gitara (1993. – 1995.) - Sérgio Crestana – gitara (1997. – 2003.) Bivši koncertni članovi - Sílvia – vokali - Maxi Nil – vokali (2008. – 2009.) - Mariangela Demurtas – vokali (2013., 2016.) |

## Diskografija
Studijski albumi
- Wolfheart (1995.)
- Irreligious (1996.)
- Sin/Pecado (1998.)
- The Butterfly Effect (1999.)
- Darkness and Hope (2001.)
- The Antidote (2003.)
- Memorial (2006.)
- Night Eternal (2008.)
- Alpha Noir (2012.)
- Extinct (2015.)
- 1755 (2017.)
- Hermitage (2021.)

EP-ovi
- Under the Moonspell (1994.)
- 2econd Skin (1997.)

Kompilacije
- Sin/Pecado + Irreligious (2000.)
- Wolfheart/The Butterfly Effect (2001.)
- The Great Silver Eye (2007.)
- Under Satanæ (2007.)

## Vanjske poveznice

### Sestrinski projekti
|  | Zajednički poslužitelj ima još gradiva o temi Moonspell |

### Mrežna mjesta
- Sastav na Facebooku